# Moirans-en-Montagne
Moirans-en-Montagne é uma comuna francesa na região administrativa de Borgonha-Franco-Condado, no departamento de Jura. Estende-se por uma área de 26,56 km². Em 2010 a comuna tinha 2 225 habitantes (densidade: 83,8 hab./km²).